# Balonul de Aur, ediția 1956
Ediția inaugurală a Balonului de Aur din 1956 l-a avut drept câștigător pe Stanley Matthews pe 18 decembrie 1956, urmare a unui clasament întocmit de către un panel de jurnaliști din țările membre ale UEFA.

## Clasament
| Loc | Nume               | Club                    | Naționalitate     | Punctaj |
| --- | ------------------ | ----------------------- | ----------------- | ------- |
| 1   | Stanley Matthews   | Blackpool               | Anglia            | 47      |
| 2   | Alfredo di Stéfano | Real Madrid             | Spania            | 44      |
| 3   | Raymond Kopa       | Real Madrid             | Franța            | 33      |
| 4   | Ferenc Puskás      | Honvéd Budapesta        | Ungaria           | 32      |
| 5   | Lev Iașin          | Dinamo Moscova          | Uniunea Sovietică | 19      |
| 6   | József Bozsik      | Honvéd Budapesta        | Ungaria           | 15      |
| 7   | Ernst Ocwirk       | Sampdoria               | Austria           | 9       |
| 8   | Sándor Kocsis      | Honvéd Budapesta        | Ungaria           | 6       |
| 9   | Thadée Cisowski    | Racing Club Paris       | Franța            | 4       |
| 9   | Ivan Kolev         | CDNA Sofia              | Bulgaria          | 4       |
| 9   | Billy Wright       | Wolverhampton Wanderers | Anglia            | 4       |
| 12  | Júlio Botelho      | Fiorentina              | Italia            | 3       |
| 13  | Stefan Bozhkov     | CDNA Sofia              | Bulgaria          | 2       |
| 13  | Duncan Edwards     | Manchester United       | Anglia            | 2       |
| 13  | Gerhard Hanappi    | Rapid Viena             | Austria           | 2       |
| 13  | Robert Jonquet     | Stade de Reims          | Franța            | 2       |
| 13  | Miguel Montuori    | Fiorentina              | Italia            | 2       |
| 13  | Pepillo            | Sevilla                 | Spania            | 2       |
| 13  | Juan Schiaffino    | Milan                   | Italia            | 2       |
| 13  | Eduard Streltsov   | Torpedo Moscova         | Uniunea Sovietică | 2       |
| 21  | Campanal II        | Sevilla                 | Spania            | 1       |
| 21  | Břetislav Dolejší  | Dukla Praga             | Cehoslovacia      | 1       |
| 21  | Roger Piantoni     | Nancy                   | Franța            | 1       |
| 21  | Kees Rijvers       | Saint-Étienne           | Olanda            | 1       |